# Tele2 Arena
Tele2 Arena – wielofunkcyjny stadion sportowy w Sztokholmie (w dzielnicy Johanneshov) w Szwecji. Stadion budowany był w latach 2010–2013, a otwarty został 20 lipca 2013. Na stadionie znajduje się 30 001 miejsc siedzących (na mecze piłkarskie) oraz 45 000 do wykorzystania na koncerty. Na stadionie grają drużyny Djurgårdens IF i Hammarby IF.